# Cantonul Herțegovina-Neretva
Cantonul Herțegovina-Neretva este una dintre cele 10  unități administrativ-teritoriale de gradul I  ale statului  Bosnia și Herțegovina (Federația Bosniei și Herțegovinei). Are o populație de 270.000 locuitori. Reședința sa este orașul Mostar.

## Comunele cantonului
- Čapljina
- Čitluk
- Jablanica
- Konjic
- Mostar
- Neum
- Prozor-Rama
- Ravno
- Stolac